# Babinda
Pour les articles homonymes, voir Mosman.
Babinda  (1 167 habitants) est un village du Queensland en Australie. Il est situé sur la Bruce Highway, au nord-est de l'État, à 60 km au sud de Cairns, à 1 650 km de Brisbane.
Il est situé à proximité des deux monts les plus hauts du Queensland: le mont Bartle Frere (1 622 mètres) et le mont Bellenden Ker (1 593 mètres). 
Il détient le record de précipitations pour une ville d'Australie avec 4,2 m en un an.